# 아직은 사랑을 몰라요
《아직은 사랑을 몰라요》(영어: Sixteen Candles)는 1984년 개봉한 미국의 성장 코미디 영화이다. 존 휴스가 감독과 각본을 맡았다.

## 줄거리
시카고 교외에 사는 고등학교 2학년생 샘은 16번째 생일을 고대해왔다. 하지만 언니 결혼식이 하필 생일 다음 날로 잡혀버리고, 가족들은 결혼식에만 정신이 팔려 샘의 생일을 까맣게 잊는다.
한편 여자친구가 있는 3학년생 제이크를 짝사랑하고 있는 샘은 1학년생 기크 테드로부터 원치 않는 관심을 받는다. 테드는 같은 기크 친구들에게 샘과 잠자리를 갖고 증거물로 속옷을 챙겨오겠다고 내기를 건다.

## 출연진
- 몰리 링월드 - 서맨사 "샘" 베이커 역
- 마이클 셰플링 - 제이크 라이언 역
- 앤서니 마이클 홀 - "농부 테드" / "더 기크" 역
- 해빌런드 모리스 - 캐럴라인 멀퍼드 역
- 게디 와타나베 - 롱덕동 역
- 폴 둘리 - 짐 베이커 씨 역
- 칼린 글린 - 브렌다 베이커 부인 역
- 블랜치 베이커 - 지니 베이커 역
- 저스틴 헨리 - 마이크 베이커 역
- 에드워드 앤드루스 - 할아버지 하워드 베이커 역
- 빌리 버드 - 할머니 도러시 베이커 역
- 캐럴 쿡 - 할머니 헬렌 역
- 맥스 쇼월터 - 할아버지 프레드 역
- 리앤 커티스 - 랜디 역
- 존 큐색 - 브라이스 역
- 브라이언 도일머리 - 목사 역
- 제이미 거츠 - 로빈 역
- 토니 롱고 - 록 역
- 존 캐펄로스 - 루디 리슈칙 역
- 젤다 루빈스타인 - 오르간 연주자 역

## 기타 제작진
- 배역: 재키 버치
- 미술: 존 W. 코소